# Esquibien
Esquibien är en kommun i departementet Finistère i regionen Bretagne i västra Frankrike. Kommunen ligger i kantonen Pont-Croix som tillhör arrondissementet Quimper. År 2018 hade Esquibien 1 541 invånare.

## Befolkningsutveckling
Antalet invånare i kommunen Esquibien
Referens:INSEE